# Thelepus microbranchiatus
Thelepus microbranchiatus är en ringmaskart som beskrevs av Maurice Caullery 1944. Thelepus microbranchiatus ingår i släktet Thelepus och familjen Terebellidae. Inga underarter finns listade i Catalogue of Life.